# Лорд Макдональд
Кеннет Дональд Джон Макдональд, барон Макдональд (народився 4 січня 1953 р., Віндзор (Беркшир), Англія) — головний прокурор Англії та Уельсу у 2003-2008 рр. На цій посаді він також займав пост Керівника Королівської прокурорської служби. Із 2009 року Лорд Макдональд є деканом коледжу Уодхем в Оксфорді. Із 2015 року очолює напрямок реформ правоохоронної і судової системи в Агентстві модернізації України.

## Кар'єра

### Пізні роки
У 2008 році Лорд Макдональд вийшов у відставку і повернувся до приватної практики в Matrix Chambers і став постійним співробітником газети The Times, де він пише статті на тему законодавства, безпеки та політики.

У 2009 році він став запрошеним професором права у Лондонській школі економіки. У 2010 році Лорд Макдональд став помічником судді Верховного суду і членом Консультативної ради Центру кримінології в Університеті Оксфорду.

У 2015 році очолив напрямок реформ правоохоронної і судової системи в Агентстві модернізації України.

## Особисте життя
У 1980 році він одружився з Ліндою Зак — телепродюсеркою виробничої компанії Illuminations, заснованої в Іслінгтоні. У них двоє синів і дочка, мають онуку.